# 미인어
《미인어》(중국어: 美人鱼 The Mermaid, 2016)는 2016년 공개된 중국-홍콩 합작 과학 판타지 로맨스 영화이다. 주성치가 감독과 공동 각본, 공동 제작을 맡았다.
2016년 2월 8일 중국에서 개봉하였으며, 한국에서는 2017년 2월 22일에 개봉하였다. 12세 관람가이고 총 영화의 시간은 96분이다.
이 영화의 줄거리는 아직 인간의 손이 닿지 않은 자연 청정지역 ‘청라만’에 인간 몰래 살고있는 인어들이 있는데 돈 밖에 모르는 젊은 부동산 재벌가 류헌(덩차오)은 아름다운 이 곳에 무분별한 개발을 하려 하고, 생존에 위협을 느낀 인어들은 극비리에 계획을 세우며 가장 예쁜 인어 산산(임윤)을 육지로 보내 미인계로 접근시킨 후, 그를 쥐도 새도 모르게 죽이려고 노력하지만 서로에세 사랑에 빠지게 되는 내용이다.
역대 중국에서 공개된 영화 중 가장 높은 수익을 올린 영화가 되었다.

## 출연
- 덩차오 - 류헌 역
- 린윈 - 산산 역
- 뤄즈샹 - 문어 역
- 장위치 - 리 루오 낭 역
- 쉬커 - 부자 삼촌 역
- 원장 - 미스터 모 역
- 크리스 - 롱 지안 페이 역
- 루정위 - 리아 오 역

## OST
- 莫文蔚 & 郑少秋 - `世间始终你好 막문위&정소추 - 세간시종니호 [깨진 링크(과거 내용 찾기)]